# Josef Haffner
Josef Haffner (* 14. Februar 1813 in Ligist; † 25. Oktober 1883 auf Schloss Hohenburg, Gemeinde St. Johann ob Hohenburg) war Arzt, Gutsbesitzer und Abgeordneter zum Österreichischen Abgeordnetenhaus.

## Leben
Josef Haffner war Sohn des Gutsverwalters und Gutsbesitzers Anton Haffner († 1844). Von 1822 bis 1828 ging er ins Akademische Gymnasium in Graz. Danach besuchte er von 1828 bis 1830 philosophische Jahrgänge an der Universität Graz. Zwischen 1830 und 1835 studierte er Medizin an der Universität Wien und promovierte dort im Jahr 1837 zum Dr. med. Von 1837 bis 1844 arbeitete er als praktischer Arzt und Ordinarius des Kinderspitals in Graz. Ab 1844, nach dem Tod seines Vaters, war er Besitzer der Herrschaft Hohenburg und weiterer Güter im Bezirk Voitsberg.
Er war römisch-katholisch und ab 1839 verheiratet mit Michaela Geyer, mit der er drei Töchter und einen Sohn hatte.
Im Jahr 1848 war er Mitglied im provisorischen Steiermärkischen Landtag und von 1861 bis 1870 im steiermärkischen Landtag (I. und II. Wahlperiode).

## Politische Funktionen
Josef Haffner war vom 29. April 1861 bis zum 21. Mai 1870 Abgeordneter des Abgeordnetenhauses im Reichsrat (I. und II. Legislaturperiode), Kronland Steiermark, Wählerklasse Landgemeinden in der Steiermark (Graz, Frohnleiten, Weiz, Gleisdorf, Birkfeld, Hartberg, Vorau, Friedberg, Pöllau, Feldbach, Fehring, Fürstenfeld, Kirchbach, Radkersburg, Mureck, Leibnitz, Wildon, Eibiswald, Arnfels, Stainz, Voitsberg, Deutschlandsberg).

## Klubmitgliedschaften
Josef Haffner war ab 1861 Mitglied bei den Deutschen Autonomisten, ab 1867 bis zu dessen Auflösung Ende September 1867 im Herbst-Kaiserfeld'schen Klub und ab dem 27. Januar 1869 im Klub der neuen Linken.